# Marfil (olivera)
Marfil es una varietat d'oliva blanca o albina.
Tot i que aquest tipus d'oliva podria tenir alguna relació amb la varietat italiana anomenada leucocarpa Margherita, popularment coneguda a aquell país com a bianca di Spagna entre d'altres noms, la varietat d'olives marfil és única al món. La curiositat d'aquesta ve a ser que, un cop passades les primeres fases de creixement, en les quals es manté verda, l'oliva marfil es va decolorant fins que arriba a tons ivori quan arriba a la maduració plena. D'aquí en ve el nom. L'oliva marfil, però, és tan sensible que la seva pell queda tacada amb la mera manipulació de qui la recull així com també quan entra en contacte amb productes fitosanitaris.  

## Distribució
Encara que avui hi són molt escadusseres, les oliveres marfil s'associen a l'àrea de Tortosa i se'n poden trobar algunes de velles de manera dispera a les comarques del Montsià i del Baix Ebre. El mateix passa en algun poble de la província de Castelló proper a Catalunya. Sembla que només existeix un únic conreu continu d'aquest tipus d'arbres en tot el planeta i que aquest té una extensió aproximada de dues hectàrees. Aquesta plantació es troba al municipi de la Galera. És dificil trobar exemplars d'aquesta raça a la resta del nostre territori i impossible més enllà.
En llibres antics, més que considerar aquesta varietat sana, expliquen que se'n feia un ús medicinal i fins i tot espiritual ja que se l'associava amb la puresa i se l'emprava per a rituals religiosos. Avui sabem que les olives marfil gaudeixen d'una gran quantitat de polifenols o antioxidants naturals que frenen l'envelliment de les cèl·lules humanes. L'evidència d'aquests fets ens permet afirmar que la marfil és l'única varietat d'oliva catalana que ha mantingut el seu nom sense variacions a través dels segles.

## Característiques agronòmiques
Es considera que la raça marfil d'olivera té una resistència baixa al fred tot i que, tècnicament, se la defineix com a vigorosa. La seva densitat és compacta mentre que la seva producció es manté baixa i poc alternant. El seu rendiment gras és mitjà, i la seva maduració tardana. El seu oli, sovint comparat amb el piqual, té una tonalitat marcadament clara i presenta un contingut baix en àcid linoleic. El producte de les oliveres marfil és difícil de comercialitzar al gran mercat ja que pràcticament no té cap dolçor.